# Église Saint-Matthieu de Château-Gombert
Pour les articles homonymes, voir Église Saint-Matthieu.

L’église Saint-Matthieu de Château-Gombert est l’église paroissiale du quartier éponyme situé dans la ville et l’Archidiocèse de Marseille.

## Historique
La première église de Château-Gombert était dédiée à  saint Mitre. Elle est mentionnée sous la forme "Cella Sancti Mitrii" dans un cartulaire de Saint-Victor de 1113 puis "Ecclesia Sancti Mitrii ad Castrum Gumberti" dans une bulle du pape Anastase IV de 1153 confirmant les droits de l’église cathédrale de Marseille sur un certain nombre de biens. 
En 1390 les procureurs de la communauté de Château-Gombert obtiennent de l’évêque de Marseille  Aymar de la Voûte l’autorisation de la restaurer et la nomination d’un prêtre desservant. 
Cette église n’a laissé aucune trace archéologique, sans doute détruite lors d’un des deux sièges de Marseille par les troupes de Charles Quint en 1524 et 1536. Seul le quartier voisin de  Saint-Mitre en a gardé le souvenir.
En 1595, les habitants de Château-Gombert obtiennent la séparation de la seigneurie d’Allauch pour rejoindre la commune de Marseille. Ils décident alors de bâtir une église dans le village actuel, à plus d’un kilomètre à l’est de son ancien emplacement supposé. Cette église, dédiée à saint Matthieu, fut sans doute assez mal construite car en 1685, lors d’une visite pastorale, l’évêque de Marseille  Gaspard de Vintimille du Luc interdit d’y célébrer la messe. L’année suivante les possédant-biens du quartier entreprirent donc la construction d’une nouvelle église. Le chantier fut confié à deux maçons d’Allauch, Pierre Blanc et son fils. L’édifice, terminé en 1688, fut expertisé en janvier de l’année suivante. Cette expertise, très détaillée, permet d’affirmer que la tour du clocher était terminée à cette date-là et que l’édifice actuel, à quelques détails près, est bien celui construit à cette époque.
Pour l’intérieur de l’église, les syndics du quartier firent appel à des artistes marseillais de renom, les frères François et Pierre Bernard pour le retable du sanctuaire et la chaire, et François Puget pour le tableau d’autel représentant la vocation de Saint-Matthieu. Le campanile en fer forgé qui couronne le clocher fut installé en 1756. La cloche qu’il renferme est une des rares cloches de Marseille à avoir échappé aux saisies révolutionnaires.
En 1707, l’église fut érigée en paroisse, une des huit paroisses de la ville de Marseille, et la troisième du terroir marseillais.
La Révolution vit la fermeture de l’église. En janvier 1794, elle fut entièrement vidée à l’exception de la chaire et de la statue de l’ecce-homo qui était scellée dans sa niche. Elle servit alors de lieu de réunion à la section révolutionnaire de "Gombert" (le mot château étant banni comme hérité de l’Ancien Régime) jusqu’à sa réouverture.
Avec le concordat de 1801, grâce aux bons rapports que le recteur de la paroisse de l’époque entretenait avec le préfet des Bouches-du-Rhône, l’église put réintégrer des pièces de mobilier qui avaient été saisies, ainsi que d’autres pièces provenant d’autres églises. Cela explique la présence en particulier de plusieurs tableaux des XVIIe et XVIIIe siècles classés aux MH. Par la suite, ce mobilier a toujours été respecté par le clergé affectataire.
L’église a été consacrée par saint Eugène de Mazenod le 13 juillet 1834.

## Description
L'église, située avenue Paul-Dalbret, comporte une seule nef bordée de chaque côté par cinq chapelles latérales.
Elle mesure 31 m de longueur, 13,5 m de largeur et 13 m de hauteur sous voûte. 
Le mobilier présente de très beaux tableaux classés de l'école provençale des XVIIe et XVIIIe siècles : Résurrection de Lazare de Louis Finson, Vocation de saint Mathieu de François Puget et trois toiles de Michel Serre : Purgatoire, Agonie de la Madeleine, et Saints franciscains devant la Vierge. 
D'autres tableaux ornent les chapelles : Couronnement de la Vierge et Agonie de saint Joseph, anonymes XVIIe siècle, ainsi que plusieurs ex-voto peints. 
On note aussi de nombreuses statues : buste de saint Mathieu par Albert Duparc ; Ecce homo en stuc du XVIIIe siècle ; Assomption de Coder ; Vierge au bouquet, saint Lazare, saint Denis, saint Roch de Galard. Une jolie statue de sainte Marie-Madeleine du XVIIIe siècle et une statue moderne de saint Éloi par André Franz.
Une intéressante collection de reliquaires est conservée dans plusieurs vitrines.
L'orgue Collet récemment restauré comporte 18 jeux.
La composition de l'orgue est la suivante :
| Grand-Orgue 54 notes |      |
| Bourdon              | 16′  |
| Montre               | 8′   |
| Bourdon              | 8′   |
| Flûte harmonique     | 8′   |
| Prestant             | 4′   |
| Doublette            | 2′   |
| Plein jeu            | 2/3′ |

| Récit 54 notes  |       |
| Cor de nuit     | 8'    |
| Gambe           | 8'    |
| Voix céleste    | 8'    |
| Flûte           | 4'    |
| Nasard          | 2/3′  |
| Octavin         | 2'    |
| Tierce          | 13/5′ |
| Trompette       | 8′    |
| Basson hautbois | 8′    |

| Pédale 30 notes |     |
| Soubasse        | 16′ |
| Flûte           | 8′  |

Le clocher renferme cinq cloches : la cloche des heures de 1756, une cloche d'Eugène Baudouin de 1889 et trois cloches de Granier de 1965.

## Images

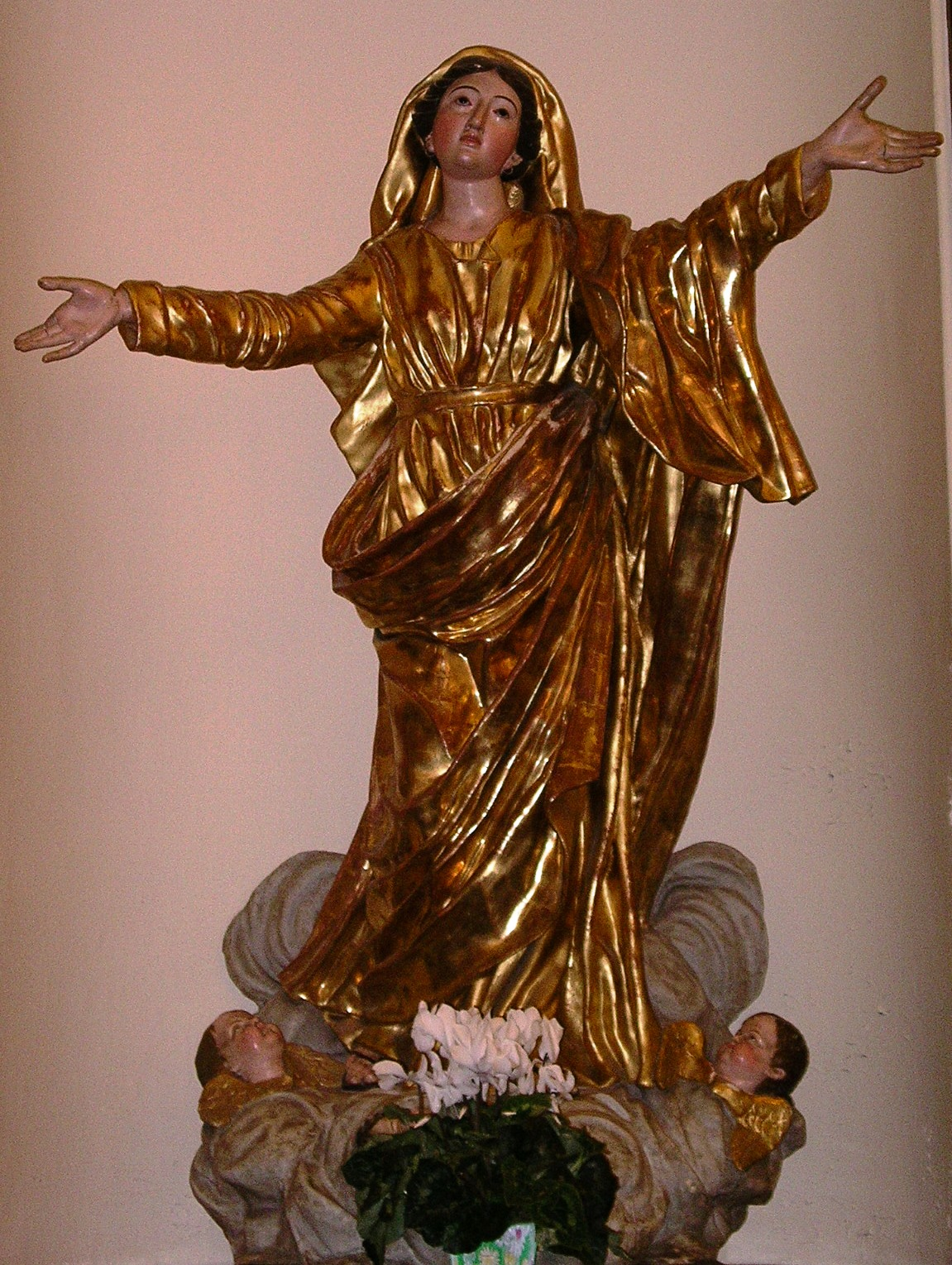
Assomption de Coder
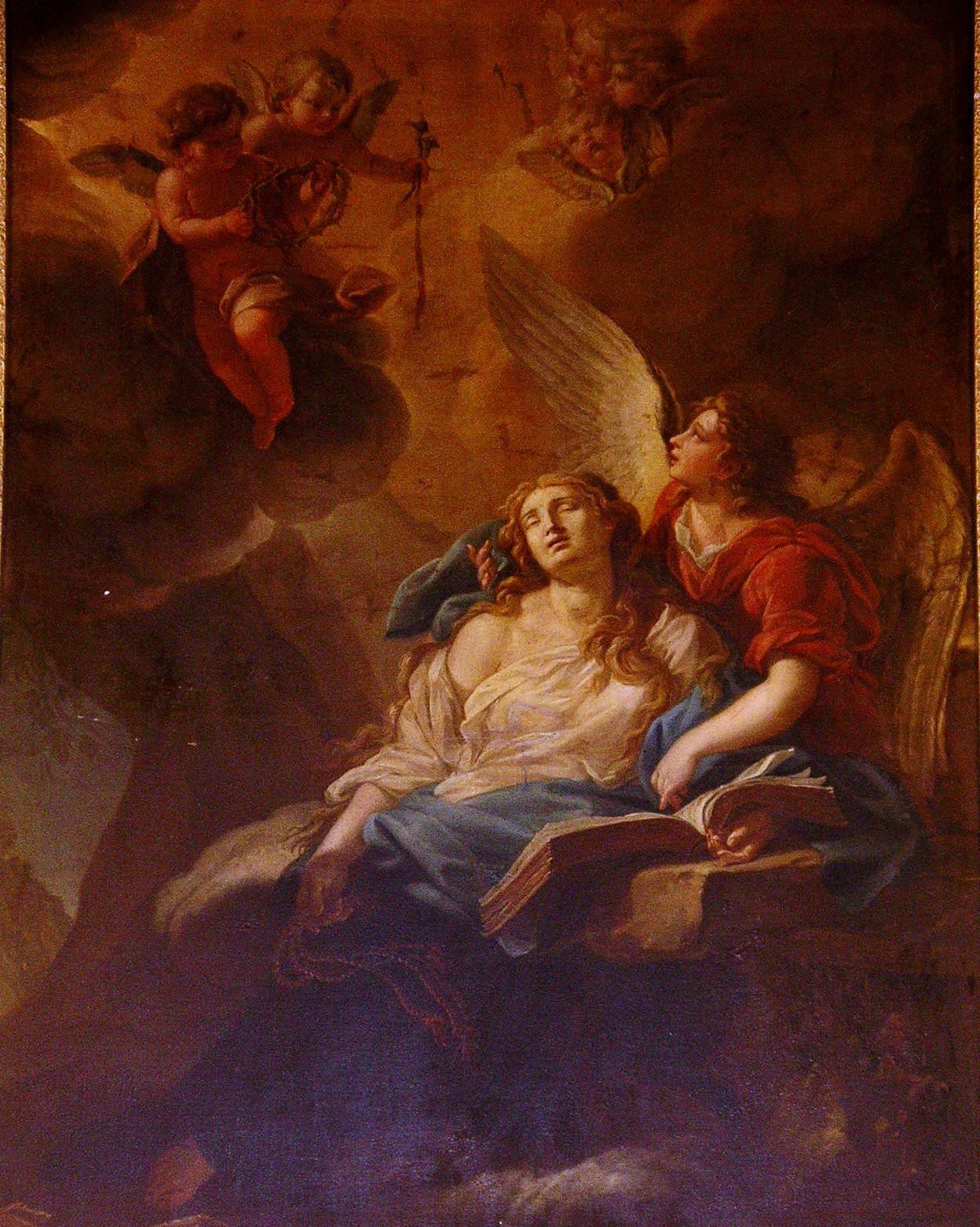
Michel Serre, Agonie de la Madeleine
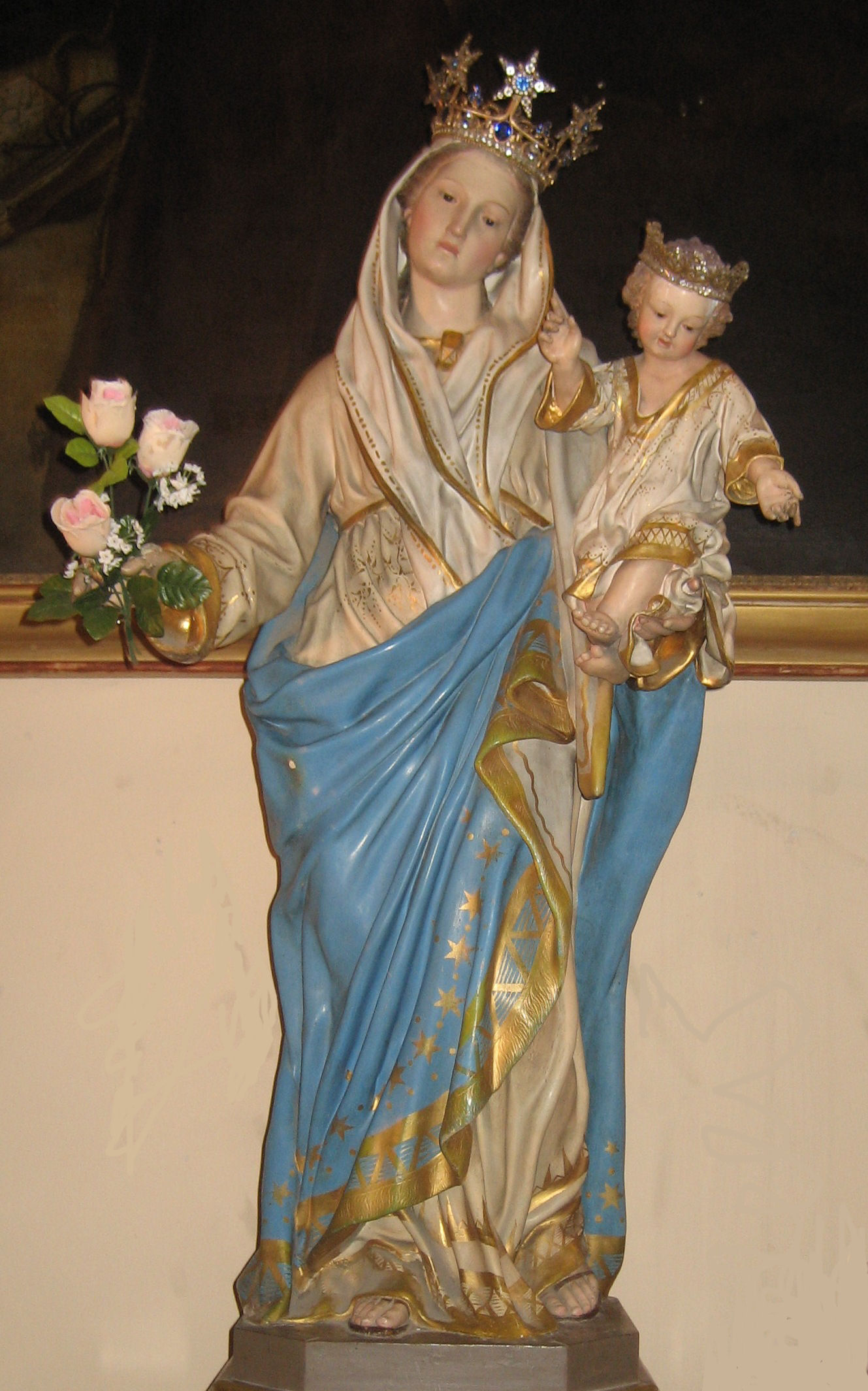
Vierge au bouquet de Galard
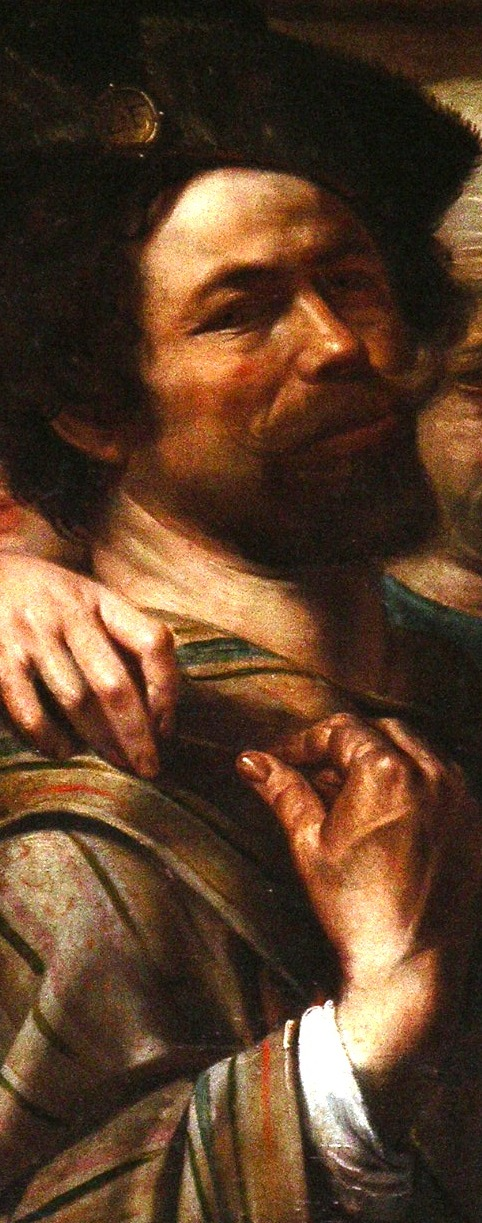
Louis Finson, Résurrection de Lazare, détail, autoportrait
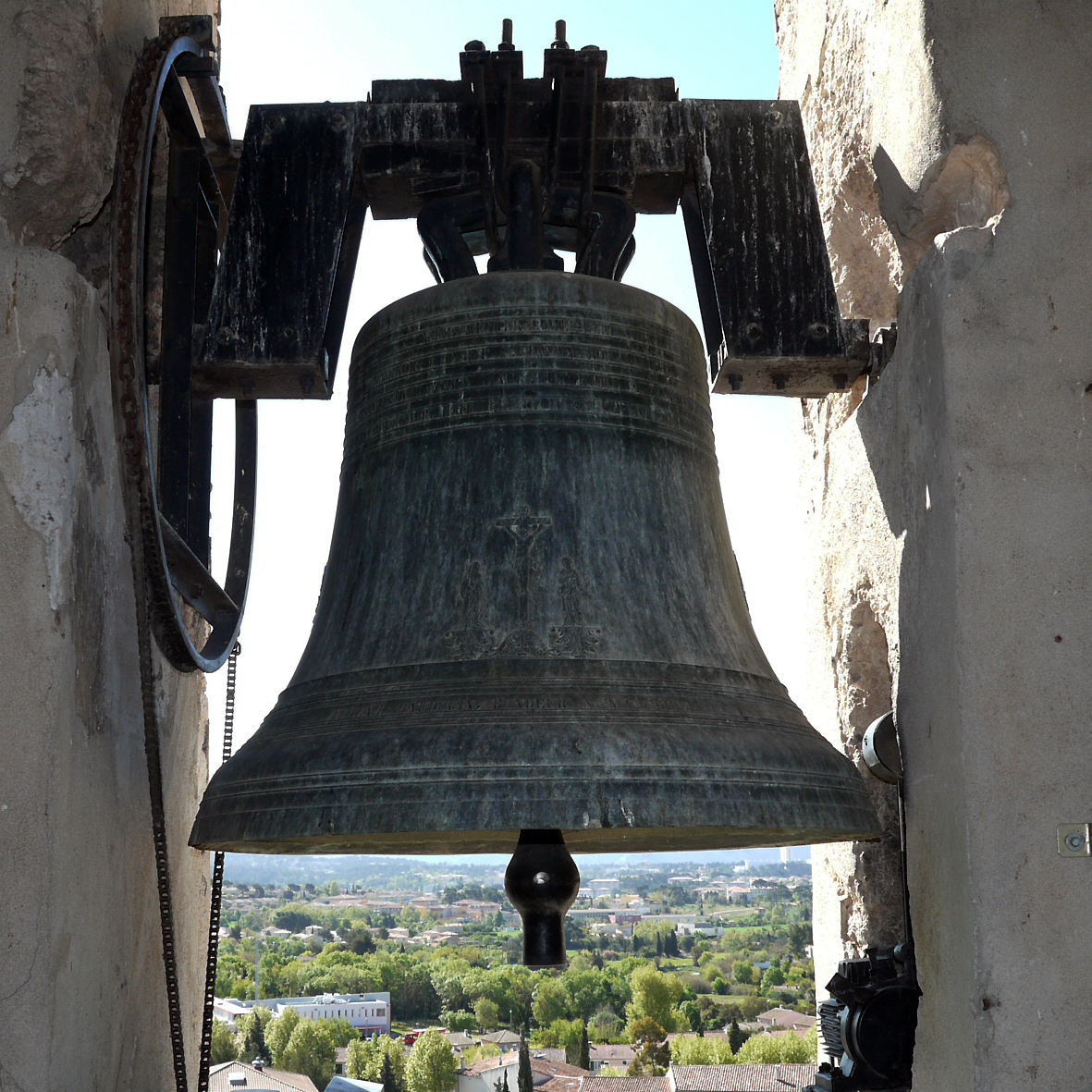
Cloche d'Eugène Baudouin, 1889
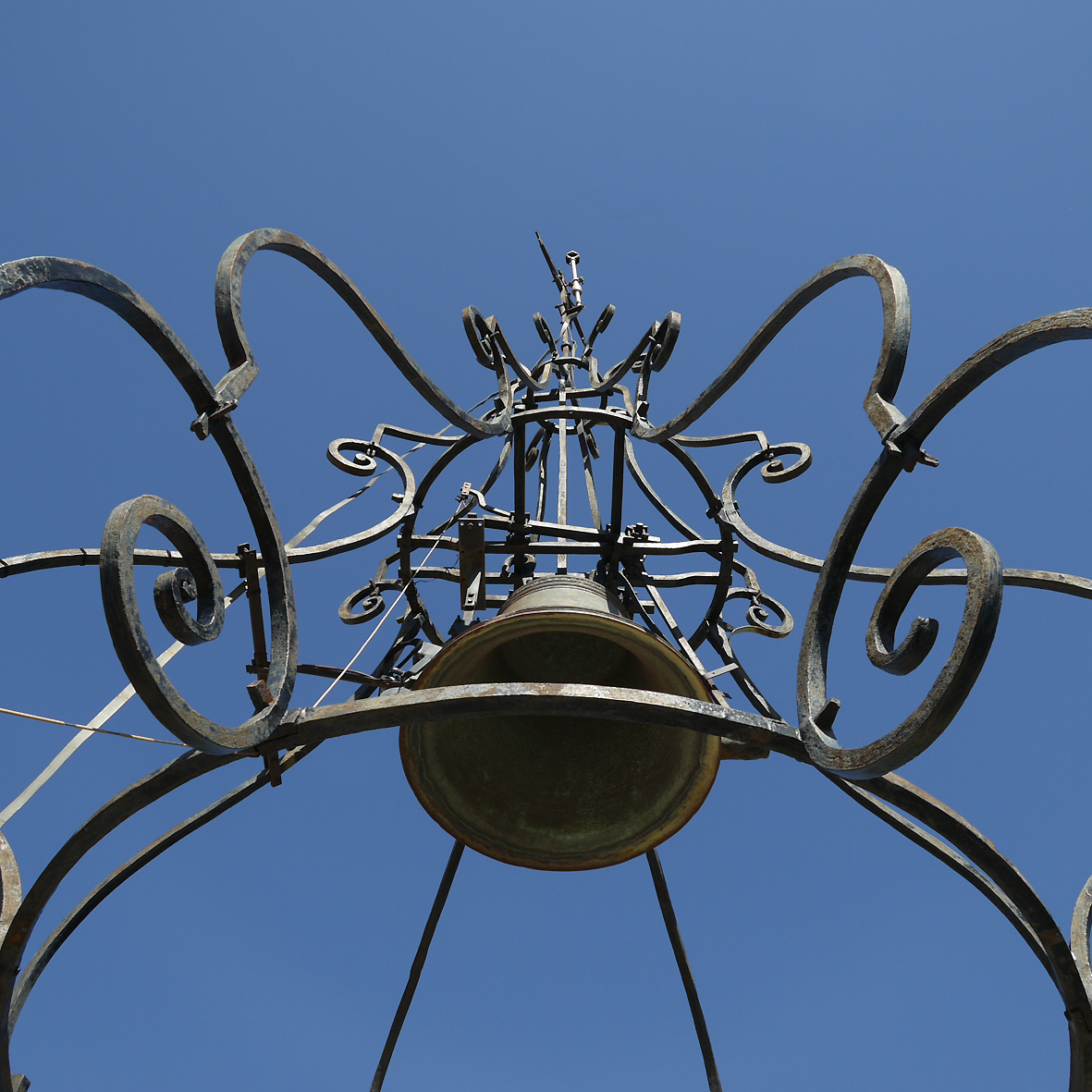
Détail du campanile et de la cloche des heures, 1756